# Стюарт, Эндрю, 1-й барон Касл-Стюарт
Эндрю Стюарт, 1-й барон Касл-Стюарт (1560—1629) — шотландский дворянин, солдат и придворный короля Якова VI и один из главных землевладельцев на плантации Ольстер.

## Биография
Описанный как «дворянин безупречного происхождения и доказанных военных способностей», он был единственным сыном и наследником Эндрю Стюарта (ум. 1578), мастера Очилтри, и Маргарет Стюарт, дочери его двоюродного брата Генри Стюарта, 2-го лорда Метвена из замка Метвен. Он был внуком Эндрю Стюарта, 2-го лорда Очилтри (? — 1591), чей титул он унаследовал после того, как его отец умер раньше деда.
Он стал генералом артиллерии и занимал должность генерала Эдинбургского замка. Он был назначен придворным джентльменом опочивальни короля Якова VI Стюарта 12 января 1587 года . После смерти своего деда в 1591 году он стал 3-м лордом Очилтри и унаследовал поместья в Галлоуэе и Стратклайде.
В августе 1592 года король Шотландии послал его совершить рейд на дом Роу в Лиддесдейле, чтобы поймать фальшивомонетчиков и их чеканщиков, которые работали на мятежника Фрэнсиса Стюарта, 5-го графа Ботвелла. Он объединил силы со своим шурином, лэрдом Фернихирста, или Эндрю Кером из Джедбурга, и захватил двух человек в Роу, несколько монет по 30 шиллингов и чеканку в тауэре, но мастер-чеканщик бежал в Англию.
В 1597 году он был лейтенантом и хранителем западных марок Шотландии.
В 1608 году он был послан королем для подавления междоусобиц на Западных островах, взяв с собой своего дядю Джона Нокса. Его приказы, включая уничтожение судоходства, называются в его поручениях лимфадами, галерами и бирлинами, принадлежащими мятежным подданным.
Несмотря на успех в этой кампании, у короля не было денег, чтобы вознаградить его за военную службу, и вместо этого (в 1609 году) он предложил ему 3000 акров земли в графстве Тирон, которая включала поместья Каслстюарт, а затем поместье Форвард, охватывающее территорию вокруг Фарлоу и Раугана в баронстве Данганнон. Он был одним из главных земельных собственников на плантации Ольстера, и в 1611 году он поселился в этих поместьях. Он строил дома, обрабатывал землю, построил замок Рауган и обеспечил жильём и работой местное население. Он жил в Ирри, который позже его потомки переименовали в Стюарт-Холл.
В 1615 году с согласия короля, чтобы собрать деньги, Эндрю Стюарт отказался от феодального баронства Очилтри и продал его своему двоюродному брату, сэру Джеймсу Стюарту (? — 1658), сыну Джеймса Стюарта, графа Аррана. В качестве компенсации в 1619 году король Англии и Шотландии Яков I Стюарт возвел его в пэры Ирландии и сделали его бароном Касл-Стюарт.

## Семья
В 1587 году Эндрю Стюарт женился на Маргарет Кеннеди, дочери сэра Джона Кеннеди из замка Блэркуан, графство Айршир. Они были родителями шестерых детей:
- Сэр Эндрю Стюарт (1590—1639) 1-й баронет и 2-й барон Касл-Стюарт. Женился на Энн, дочери Джона Стюарта, 5-го графа Атолла, и Мари Рутвен
- Джон Стюарт (ум. 1685), 5-й барон Касл-Стюарт, умер неженатым
- Роберт Стюарт из Ирри (1598—1662), из графства Тирон, предок графов Касл-Стюарт
- Маргарет Стюарт, вышла замуж за Джорджа Кроуфорда из Кроуфордсберна (графство Даун)
- Мэри Стюарт, замужем за Джоном Кеннеди, предком Кеннеди из Култры (графство Даун)
- Энн Стюарт, умерла незамужней.

Мэри Кеннеди, леди Очилтри, помогала воспитывать принцессу Елизавету во дворце Линлитгоу.
Он является предком графов Касл-Стюарт через своего третьего сына Роберта Стюарта из Ирри.